# Чакан (музичний інструмент)
Чакан (нім. Stockflöte, Stockblockflöte, Csakan, також відомий у різних написаннях як Czakan; чес. Tschakan, Čakan або Tschwegan; угор. Csákány) — незвичайний музичний інструмент, що поєднує в собі функції тростини та блокфлейти. Цей інструмент виник у Відні на межі XVIII–XIX століть і набув великої популярності в епоху бідермаєру, особливо на теренах Австро-Угорщини.
Чакан був різновидом блокфлейти з сімома передніми отворами та одним отвором для великого пальця; згодом на інструменті з’явилися одна або кілька клапанів. Винахід цього інструмента приписують флейтовому віртуозу Антону Геберле. Ернест Кре́мер (1795–1837) написав значну кількість віртуозних творів, переважно для чакана з акомпанементом гітари або фортепіано, чим значно сприяв популяризації інструмента. Також для чакана писали музику Антон Діабеллі, Конрадин Кройцер, Янош Лавотта та Йоганн Штраус. 
Богемський композитор і гітарист Венцель Матієґка створив навчальний посібник (школу гри) для цього інструмента.
У Музеї духової музики Австрії в місті Обервельц, що в Штирії, експонується чакан — наданий як тимчасова експозиція від Хорового союзу Штирії.